# Curt Godlewski
Kurt Franz Godlewski oder Curt Godlewski (* 6. August 1880 in Königsberg i. Pr.; † 10. Oktober 1959 in Wiesbaden) war ein deutscher Verwaltungsjurist und Reichswahlleiter.

## Leben
Godlwewski stammte aus einer ostpreußischen Beamtenfamilie. Sein Vater war in der Zollverwaltung tätig. Wegen der häufigen Versetzungen seines Vaters besuchte er Gymnasien in Dirschau, Danzig, Leer (Ostfriesland), Magdeburg und Nürnberg. Nach dem Abitur studierte er an der Albertus-Universität Königsberg und der Universität Leipzig Rechtswissenschaft. Er war ab 1899 Mitglied des Corps Hansea Königsberg und ab 1901 des Corps Thuringia Leipzig. Die Erste Juristische Staatsprüfung bestand er 1903 in Königsberg (ausreichend). Die Referendarausbildung in Gröningen und Halberstadt wurde durch die einjährige Militärzeit unterbrochen. Nach dem ebenfalls mit ausreichend benoteten Assessorexamen war er 1909/10 bei der Oberzolldirektion Münster tätig. Nachdem er für die Zollverwaltungen in Bocholt, Stettin, Saarbrücken und Magdeburg gearbeitet hatte, wurde er am 1. August 1916 zum Regierungsrat ernannt und aushilfsweise bei der Oberzolldirektion Berlin eingesetzt, die ihn am 1. Dezember 1917 auf eine Planstelle übernahm. Als die preußische Zollverwaltung nach dem Ersten Weltkrieg in die Reichsfinanzverwaltung umgewandelt wurde, wurde Godlewski in den Reichsdienst übernommen und im Landesfinanzamt eingesetzt. Mitte 1920 kam er auf eine kommissarische Stelle im Reichswirtschaftsministerium (RWM). Im Auftrag des Reichsministeriums für Wiederaufbau war er dort mit Angelegenheiten der Binnenschifffahrt und den damit zusammenhängenden Auflagen des Versailler Vertrags betraut (Enteignungen, Entschädigungen, Wiederaufbau). Als diese Aufgaben dem Reichsverkehrsministerium übertragen wurden, kam Godlewski dort auf eine Oberratstelle, blieb aber im RWM. Erst im März 1923 wechselte er ins Verkehrsministerium. Aufgrund der Personalabbauverordnung wurde er am 1. März 1924 mit 80 % seiner Bezüge in den einstweiligen Ruhestand versetzt. Am 15. September 1924 fand er eine kommissarische Beschäftigung im Statistischen Reichsamt (Vermögenssteuer- und Umsatzsteuerstatistik). Er bewährte sich „überall vorzüglich“ und wurde im April 1925 fest eingestellt. Im selben Jahr wechselte er kommissarisch ins RWM. 1927 wurde er fest übernommen und zum Ministerialrat befördert. Im RWM war Godlewski später für die Statistik zuständig und arbeitete ab 1933 in diesem Bereich mit dem Präsidenten des Statistischen Reichsamts, Wolfgang Reichardt, zusammen.
Godlewski trat zum 1. Mai 1933 in die NSDAP ein (Mitgliedsnummer 2.585.270), übernahm aber keine Parteiämter. Als Hjalmar Schacht 1935 zum Generalbevollmächtigten für die Kriegswirtschaft ernannt wurde, kam Godlewski unter Helmut Wohlthat in den Führungsstab, an den Schacht den kriegswirtschaftlichen Aufgabenbereich seiner Ministerien delegiert hatte. Als Reinhardt ausschied, wurde Godlewski am 1. Oktober 1940 Präsident des Statistischen Reichsamts. Er blieb es bis 1945. Er tauchte nach Kriegsende in der Sowjetischen Besatzungszone unter und schlug sich mit Handarbeiten durch. An seinen Wohnsitz in West-Berlin gelangt, lebte er dort als Ruheständler. 1953 erhielt er noch das Band des Corps Rhenania Bonn. 1959 zog er nach Wiesbaden, wo er noch im selben Jahr starb.